# شهرستان گرینوود (کارولینای جنوبی)
شهرستان گرینوود، کارولینای جنوبی (به انگلیسی: Greenwood County, South Carolina) یک سکونتگاه مسکونی در ایالات متحده آمریکا است که در کارولینای جنوبی واقع شده‌است.

## خصوصیات
شهرستان گرینوود ۱٬۱۹۹٫۱۷ کیلومترمربع مساحت دارد.